# Kiran Badloe
Kiran Badloe (Almere, 13 september 1994) is een Nederlands windsurfer. In 2021 werd hij olympisch kampioen in de RS:X-klasse. Tevens werd Badloe in de RS:X-klasse driemaal wereldkampioen (2019, 2020, 2021) en tweemaal Europees kampioen (2019, 2021).

## Biografie

### Jeugd en opleiding
Badloe werd geboren in Almere. In verband met het werk van zijn vader verhuisde hij met zijn ouders en zusje voor drie jaar naar Bonaire, waar hij als kind begon met windsurfen. Teruggekomen in Nederland vestigde het gezin zich in Lelystad. Daar behaalde hij zijn HAVO-diploma op Scholengemeenschap De Rietlanden en ging hij door met windsurfen. Na zijn middelbare school studeerde Badloe in 2012 en 2013 lifestyle coaching aan de Hogeschool Inholland. Hiermee stopte hij om zich fulltime te kunnen richten op zijn sportloopbaan.

### Sportloopbaan
In 2010 deed Badloe mee in de Bic Techno 293-klasse aan de Olympische Jeugdspelen in de eerste zomereditie daarvan in Singapore. Een jaar later kiest hij voor de Olympische RS:X-klasse en neemt deel aan de WereldKampioenschappen voor de jeugd, waar hij elfde wordt. In 2013 behaalt hij zijn eerste zege in de ISAF World Cup in Palma. In 2014 voegt hij zich bij de trainingsgroep van Dorian van Rijsselberghe, die onder leiding stond van coach Aaron McIntosh. In dat jaar behaalt hij een zevende plaats tijdens de ISAF World Cup in Santander. Samen met Van Rijsselberge neemt hij deel aan de WK te Eilat in 2016, waar Van Rijsselberge zilver behaalt en Badloe brons. In 2017 wint hij de gouden medaille tijdens de World Sailing Wold Cup Finals in Santander.
In 2019, 2020 en 2021 werd hij wereldkampioen windsurfen, in 2018 tweede en in 2016 derde in de RS:X-klasse. In 2019 werd hij tevens Europees kampioen in de RS:X. Omdat Nederland slechts één startbewijs had voor de RSX-klasse voor de Olympische Zomerspelen 2020 moest hij tijdens het WK in Australië hierom strijden met olympisch kampioen Dorian van Rijsselberghe. Hij won dit startbewijs door de titel te veroveren. Badloe kreeg in 2019 de Conny van Rietschoten Trofee. In 2021 won hij olympisch goud tijdens de Zomerspelen van Tokio in de RS:X-klasse. Eind 2021 kreeg hij voor de tweede keer de Conny van Rietschoten Trofee uitgereikt. 
Badloe maakte de overstap naar de nieuwe olympische klasse iQFoil maar verloor daarin de strijd om plaatsing voor de Olympische Zomerspelen 2024 van Luuc van Opzeeland.

### Persoonlijk
Badloe woont samen met zijn vriendin.

## Televisie
In het najaar van 2021 was Badloe een van de deelnemers van het SBS6-programma The Big Balance, waarin hij leerde op grote hoogte over een koord te balanceren.
In 2024 was Badloe een van de deelnemers aan het 24e seizoen van het RTL 4-programma Expeditie Robinson. Badloe wist de finale te halen en deze te winnen, hiermee werd hij na 35 dagen gekroond tot Robinson 2024. In datzelfde jaar deed hij samen met Billy Dans mee aan het televisieprogramma de Top 4000 Muziekquiz. In 2025 deed Badloe mee aan het televisieprogramma De kwis met ballen VIPS.